# Haniwa

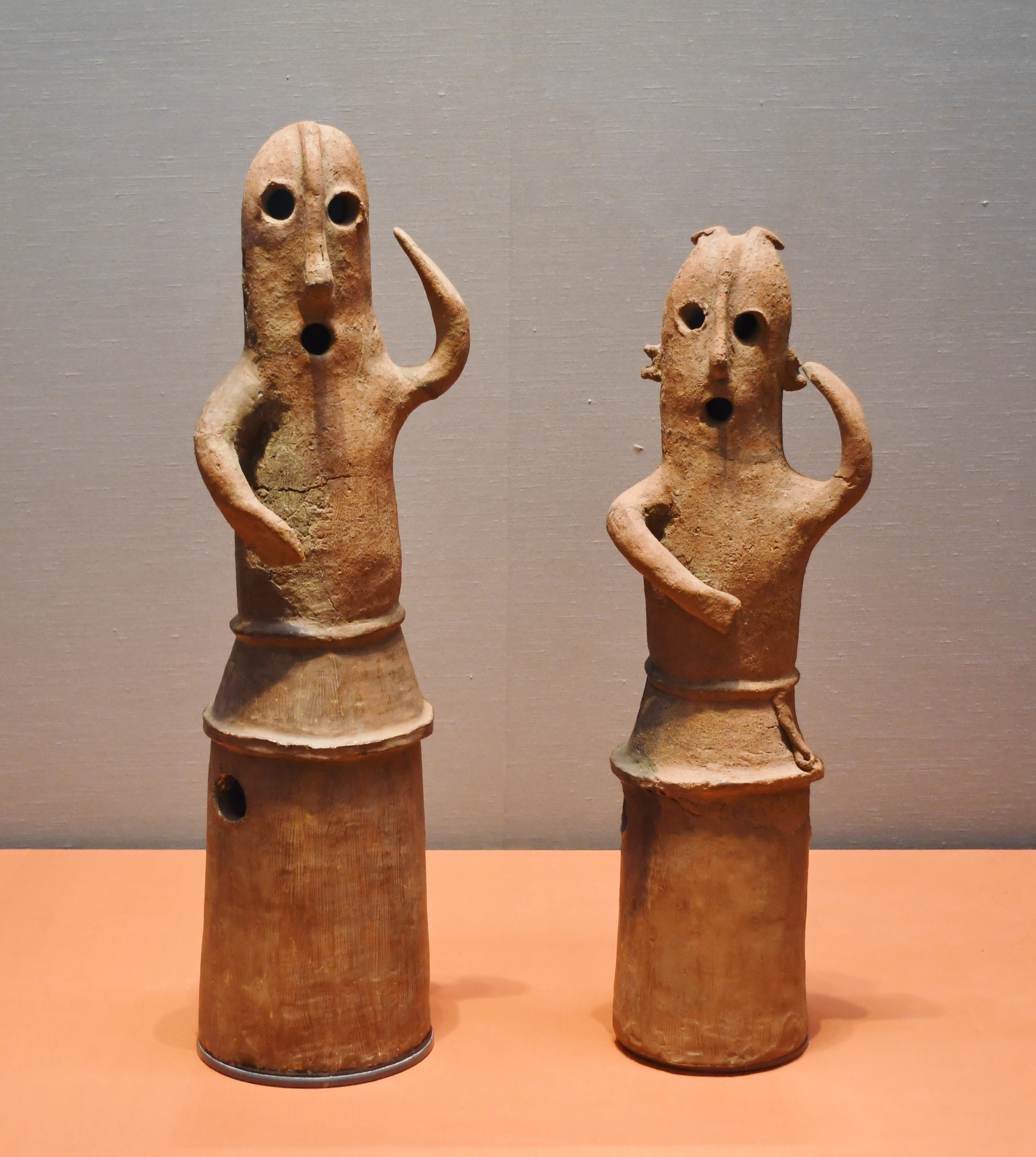
Coppia di haniwa danzanti al Museo nazionale di Tokyo

Gli haniwa (埴輪?) sono delle figure di terracotta fabbricate a scopo rituale per essere seppellite con i morti insieme agli altri oggetti funerari ed utilizzati soprattutto nel periodo Kofun (III - VI secolo) in Giappone. Grazie al ritrovamento di queste statue abbiamo una conoscenza dettagliata delle armi e delle armature della casta guerriera sviluppatasi in questo particolare periodo della storia giapponese.
I ritrovamenti più importanti di haniwa sono situati nell'isola di Honshū, particolarmente nella regione di Kansai (Prefettura di Nara) e nella parte settentrionale dell'isola di Kyūshū. Le offerte funerarie delle statue haniwa assunsero molteplici forme, quali cavalli, pollame, uccelli, pesci, abitazioni, armi, scudi, cuscini e di esseri umani femminili e maschili. Oltre alle motivazioni di carattere artistico e religioso, le statue haniwa avevano anche lo scopo di delimitare spazialmente il tumulo del defunto. II termine haniwa significa letteralmente «cerchio d'argilla», come si legge in G. Poncini, Enciclopedia dell'Arte Antica (1995).

## Origine deglihaniwa
L'uso delle offerte haniwa ebbe inizio a partire dalla fine del periodo Yayoi, all'interno del regno di Kibi. Fu proprio in questa epoca che iniziarono ad apparire figurine e vasellami in terracotta nelle tombe dei capi politici e militari. Secondo la leggenda popolare giapponese, questa pratica nacque quando un antico imperatore, Suinin, scandalizzato e commosso dalla pratica di seppellire persone vive nelle tombe dei membri della famiglia imperiale, decise di sostituire le persone vere con delle copie in terracotta. Tuttavia questo resoconto popolare sull'origine degli haniwa non sembra avere fondamento in quanto non esiste prova alcuna dell'uso di seppellire i dignitari vivi, come invece era costume in Cina, e soprattutto per il fatto che le figure umane comparvero relativamente tardi nell'uso di questi oggetti funerari; sembra infatti che i primi haniwa fossero delle semplici colonne cilindriche, mentre la rappresentazione più tarda di esseri viventi e di oggetti della vita comune sembra derivare dalla volontà di ricreare per l'aldilà un mondo più familiare al deceduto.
Queste statuette venivano prodotte artigianalmente da una casta specializzata nella produzione in terracotta, si trattava di un gruppo di artigiani che tramandava la propria arte per via ereditaria e chiamati dalla collettività be. I be erano legati da un rapporto lavorativo e di sudditanza alle caste familiari più importanti nella società del tempo, le famiglie uji.